# Friedrich Bokelmann
Friedrich Bokelmann (* 18. April 1868 in Herford; † 27. Januar 1941 ebenda) war ein deutscher Elektrotechniker und Unternehmer. Bekanntheit erlangte Bokelmann durch die Entwicklung des elektrischen Glockenläutwerks.

## Leben
Nach Erreichen des Reifezeugnisses am Herforder Friedrichs-Gymnasium studierte Bokelmann an der TH Charlottenburg das neue Fach Elektrotechnik. Im Jahre 1892 eröffnete er in der Elisabethstraße seinen Betrieb F. Bokelmann, Ingenieur, Herford und stellte in der Druckerei Titgemeyer am Neuen Markt eine von ihm entworfene und gebaute Dynamomaschine (65 Volt, 6 Ampere) auf, die von einem 1-PS-Gasmotor angetrieben wurde. Mit der so gewonnenen Elektrizität wurden acht Glühlampen zur Beleuchtung von Werkstatt, Laden und Schaufenster versorgt. Nach Geschäftsschluss wurde mit derselben Maschine der Strom für die Bogenlampe eines benachbarten Restaurants erzeugt.
Diese erste öffentliche Beleuchtung legte den Grundstein für den Bau eines eigenen Elektrizitätswerkes, das bereits 1902 etwa 200 Anschlüsse für Licht und 100 in eigener Fabrik gebaute Motoren versorgt. Wenig später versorgte Bokelmann viele Orte der näheren Umgebung Herfords mit elektrischer Energie.
Der große Durchbruch gelang Bokelmann schließlich mit seiner bekanntesten Erfindung, einen Elektromotor über Kette und Seilrad mit einer Kirchenglocke zu verbinden. Innerhalb weniger Jahre wuchs das Unternehmen „Herforder Elektrizitätswerke Bokelmann & Kuhlo“, die heutige Herforder Elektomotoren-Werke GmbH & Co. KG (HEW) zu beträchtlicher Größe. 15.000 Glocken in aller Welt wurden mit Herforder Läutemaschinen bewegt. Man findet sie auch an profanen Guts- und Herrenhäusern.
Für seine Erfindung wurde Bokelmann 1929 vom Papst geehrt und zum Ritter des Ordens von St. Silvester ernannt. Das höchste Domkapitel in Köln verlieh ihm ein Diplom für die Läutbarmachung der Großen Deutschen Glocke am Rhein. Auch der Berliner Dom, die Thomaskirche in Leipzig, die Kreuzkirche in Dresden, der Petersdom in Rom, die St Paul’s Cathedral in London und die Kathedrale von Canterbury wurden von Bokelmann mit einem Läutwerk versehen.
- Profanes Glockengeläut Villa Haas – Mechanismus nach F. Bokelmann